# Saint-Martins herrlandslag i fotboll
Saint-Martins herrlandslag i fotboll representerar den franska delen av ön Saint Martin. Saint-Martin var tidigare en del av det franska utomeuropeiska departementet Guadeloupe, Saint-Martin är inte medlem i Fifa och är därför inte berättigad att delta i VM, men man tävlar i turneringar anordnade av Concacaf.

## Historik
Saint-Martins fotbollsförbund bildades 1986 och är medlem av Concacaf sedan 2013 även om territoriet är en del av Frankrike.

### CONCACAF mästerskap
- 1991 - Deltog ej
- 1993 - Deltog ej
- 1996 - Deltog ej
- 1998 - Deltog ej
- 2000 - Deltog ej
- 2002 - Kvalade inte in
- 2003 - Kvalade inte in
- 2005 - Kvalade inte in
- 2007 - Kvalade inte in

### Karibiska mästerskapet
- 1989 till 1999 - Deltog ej
- 2001 - Kvalade inte in
- 2005 - Kvalade inte in
- 2007 - Kvalade inte in